# 標準歐語
標準歐語（Standard Average European，簡稱SAE）是本杰明·李·沃夫（Benjamin Whorf）提出的一個在語言聯盟意義上將一些現代的歐洲印歐語系語言給劃歸成一群的概念。其較為核心的成員有羅曼語族的語言和西日耳曼語支的語言等，也就是那些文学语言在中世紀時受到拉丁語較廣泛影響者；而北日耳曼语支的語言和東歐語言（像斯拉夫語族的語言和波罗的语族的語言等）則較傾向是其外圍的成員。
根據沃夫的看法，語言具有不同文法系統的人，在感知和看待外在世界時的方式也會有所不同，這就是所謂的語言相對論。儘管這理論大部份內容不為當時語言學家所接受，但「標準歐語」做為有著許多相關特性的語言群的想法卻保留了下來。
国际语（Interlingua）的開發參與者之一的亞歷山大‧高多（Alexander Gode）將「標準歐語性」列為此語言的特徵之一。 （页面存档备份，存于） 用做國際語的基礎之一的那些羅曼語族語言、日耳曼語族語言和斯拉夫語族的語言是常被包含在標準歐語語言聯盟內的語言之一。比龍（Piron）認為世界語的單詞大多來自羅曼語族的語言，尤其有許多是來自法語的，且世界語亦有日耳曼語族語言和斯拉夫語族語言的成份。 （页面存档备份，存于） 但比龍並未將世界語視為是標準歐語之一。

## 標準歐語語言聯盟
根據馬汀‧哈斯波爾瑪斯（Martin Haspelmath，2001）的看法，具標準歐語性的語言構成一個語言聯盟（语盟），它們有以下的特性，這些特性有時又比照普世語言通則（linguistic universal）的稱呼稱為「歐語通性」（euroversals），如下所示：
1. 使用定冠詞和不定冠詞，如英語的a和the；
2. 关系代名词置於名詞後，併用可变形的关系代词显示头词在小句中的角色，如英語的who「谁」和whose「谁的」等；
3. 完成时有「有」加被動分詞的迂说形式，如英語的I have done（意即「我做了」，形如「我-有-被做的」）；
4. 倾向将谓语泛化来标识历事（experiencer），换言之历事能以主格形式的表层主語標明，例如欲表达「我喜欢音乐」，英語能说I like music，尽管其中的「我」是经历「音乐」者（然而亦有如意语Mi piace la musica及德语Musik gefällt mir，其形如「音乐愉悦我」）；
5. 有被动结构以被動分詞加一不及物的类似繫詞的動詞构成，如英語的I am known（意为「我为人所知」，形如「我-是-被知的」）；
6. 在「起动-使役」的動詞對（inchoative-causative pairs）中，反使役動詞（anticausative verb）较顯著，如俄语中起动反使役体貌的измениться「（发生）改变」派生自使役动词изменить「改变（某人/物/事）」；
7. 以與格標明所有者的傾向。如德語的Die Mutter wusch dem Kind die Haare（意即「母親洗小孩的頭髮」，形如「母亲-洗-于小孩-头发」）即為一例，此處的dem Kind「小孩」為與格；
8. 使用否定不定代詞而同时动词不带否定，像英語的Nobody listened（意即「谁都没聽」，形如「无人-听了」）中的Nobody；
9. 以質詞比較不等的事物，像英語的bigger than an elephant（意即「比象大」，形如「大比一象」）中的than；
10. 基于副詞性關係句的等同結構，如法語的grand comme un élephant（意为「和象一样大」，形为「大如一象」）；
11. 有主语人称后缀作为严格的一致性标记，换言之，動詞根據主詞的人稱與數做變化，但主语的代詞即使省略后无歧义亦可能不省略（僅見於某些語言，如德語和芬蘭語口語等，例如芬蘭語的mä oon「我是」和sä oot「你是」等）；[3][4]
12. 強調代詞（intensifiers）和返身代詞有別，如德語的強調代詞selbst對返身代詞sich。

除上述在歐洲以外不常見的特點外，哈斯波爾瑪斯氏（2001）尚舉出了以下幾個歐洲語言的特點（亦可見於歐洲以外的語言）：
1. 以動詞置首的方式來構造是非問句（如德语Sagt sie?「她知道吗」，形如「 [ta]知道-她」）；
2. 形容詞比較級的詞形變化，如英語的big「大」有比较级bigger「更大」；
3. 連接詞的「A、B和C」的結構；
4. 伴隨格與工具格的合一，如英語with my friends「與我的朋友」和with a knife「用一把刀」均用with；
5. 「第二」和「二」間的異幹互補，像英語的second「第二」對two「二」即為一例；
6. 不區別可分領屬（alienable possession，如車子、房子、金子等各種的財產）和不可分領屬（inalienable possession，如身體部位）；
7. 第一人稱複數无排除形（exclusive）和包含形（inclusive）的區別，即第一人稱眾數沒有「咱们」（包括你）和「我们」（包括你）這樣的區別；
8. 沒有能产的疊詞用法；
9. 透過語調和語序來表明話題（topic）與焦點（focus）；
10. 主詞─動詞─受詞（SVO）的基本語序；
11. 動名詞（gerund）只有一種形式；
12. 特定的「不X也不Y」的形式，如英語的「neither X nor Y」；
13. 片語性副詞（phrasal adverb），如英語的already、still和not yet等；
14. 以完成形取代過去形的傾向。

此外標準歐語尚可能有以下幾個哈斯波爾瑪斯氏未提及的特點：
- 无軟顎音和小舌音的音位對立；
- 清濁音間的區別；
- 允许音节首「塞音+響音」形式的複輔音；
- 只有肺部氣流輔音（pulmonic consonant）；
- 在母音高度方面至少有三個等級，（最小音系i、e、a、o、u）；
- 无邊擦音和邊塞擦音；
- 詞綴以後綴為主；
- 在形態學上趨向為中等綜合屈折語；
- 使用主賓格語言配列。

西歐語言顯現出的標準歐語特徵多於北歐和東歐的語言，其中德語、荷蘭語、法語、奥克语和北部義大利語是該語言聯盟的核心成員。多數具標準歐語特徵的語言都是印歐語系的語言，但不是所有印歐語系的語言都具有標準歐語的特徵，像海島凱爾特語支的凱爾特語言、亞美尼亞語和印度－伊朗语族的語言等皆非標準歐語語言聯盟的一員。
具標準歐語特性語言的語言聯盟可能是自欧洲民族大迁徙開始、在中世紀和文藝復興時期時繼續、至今仍依舊持續的語言接觸的後果。標準歐語的特性繼承自原始印歐語特性的可能性可以排除，因為目前所重構的原始印歐語並無多數標準歐語的特徵。

## 腳註
1. ↑  Benjamin Lee Whorf, "The relation of habitual thought and behavior to language 的存檔，存档日期2012-04-26.", written 1939 and originally published in Leslie Spier, ed., Language, culture, and personality: essays in memory of Edward Sapir, 1941; reprinted in Language, Thought, and Reality, p. 138.
2. ↑  "Workshop on Linguistic Universals and Language Variation（UniVar）" 的存檔，存档日期2012-03-22. accessed 2011-07-23
3. ↑  .   [2012-09-22]. （原始内容存档于2012-03-16）.
4. ↑  .   [2012-09-22]. （原始内容存档于2012-03-28）.